# Бозай (Теректинський район)
Боза́й (каз. Бозай) — село у складі Теректинського району Західноказахстанської області Казахстану. Входить до складу Аксогимського сільського округу.
Населення — 154 особи (2021; 232 у 2009, 295 у 1999, 229 у 1989).